# The Reawakening
The Reawakening — пятый и последний студийный альбом австралийской дэтграйнд-группы The Berzerker, выпущенный в сентябре 2008 года на лейбле Berzerker Industries. Это первый альбом группы, который не выпускался на лейбле Earache Records.

## Список композиций
1. «Wisdom and Corruption» — 3:50
2. «Unforgotten Force» — 5:17
3. «Caught in the Crossfire» — 3:21
4. «The Deception» — 4:02
5. «Disassembly Line» — 3:27
6. «Evolution of Aggression» — 3:26
7. «Your Final Seconds» — 2:59
8. «Harvesting a Loved One» — 3:35
9. «Internal Examination» — 3:07
10. «Spare Parts» — 3:15

### Бонус-треки в Digipak Edition
1. «Spare Parts» (Namshubofenki Mix) — 3:27
2. «Spare Parts» (Bazooka Mix) — 4:23
3. «Caught in the Crossfire» (Zardonic Mix) — 3:38
4. «Spare Parts» (Delta 9 Mix) — 2:36
5. «Caught in the Crossfire» (Stanley Cupid Mix) — 4:02
6. «Spare Parts» (Frazzbass Mix) — 4:09

## Участники записи
- Люк Кенни — вокал, драм-машина
- Эд Ласей — гитара, бас-гитара
- Мартин Бермхеден — гитара